# Ladon (Loiret)
Ladon é uma comuna francesa na região administrativa do Centro, no departamento Loiret. Estende-se por uma área de 13,77 km². Em 2010 a comuna tinha 1 410 habitantes (densidade: 102,4 hab./km²).